# Hovinsaari (ö i Mellersta Finland)
Hovinsaari är en ö i Finland. Den ligger i sjön Liesvesi och i kommunen Konnevesi i den ekonomiska regionen  Äänekoski ekonomiska region  och landskapet Mellersta Finland, i den centrala delen av landet, 280 km norr om huvudstaden Helsingfors. Öns area är 1,6 hektar och dess största längd är 240 meter i sydöst-nordvästlig riktning.